# Bárbara Oteiza
Bárbara Oteiza, all'anagrafe Bárbara González Oteiza (Pamplona, 15 gennaio 1985), è un'attrice, ex ginnasta, ballerina e modella spagnola, nota per aver interpretato il ruolo di Inés Acevedo nella soap Un altro domani (Dos vidas).

## Biografia
Bárbara Oteiza è nata il 15 gennaio 1985 a Pamplona, nella comunità di Navarra (Spagna), e prima di diventare attrice ha praticato ginnastica ritmica e ha una sorella minore che si chiama Lara González (anch'essa ginnasta).

## Carriera

### Inizi
Bárbara Oteiza ha iniziato a praticare la ginnastica ritmica nell'ambito delle attività extrascolastiche della scuola, dopo aver praticato il judo o il pattinaggio. Poco tempo dopo, all'età di nove anni e seguendo le orme della sorella Lara, è entrata a far parte del circolo nuoto di Pamplona. Ha lasciato il club all'età di quindici anni su richiesta della nazionale.

### Tappa nazionale

#### 2001-2004: Ciclo olimpico di Atene 2004
Nel gennaio 2001 è stata dichiarata parte della squadra nazionale di ginnastica ritmica spagnola nella modalità di gruppo. Da allora si è allenata in media otto ore al giorno presso l'High Performance Center di Madrid agli ordini prima di Nina Vitrichenko, dall'ottobre 2001 di Rosa Menor e Noelia Fernández, e dal 2004 di Anna Baranova e Sara Bayón. Nel trofeo bulgaro SM Margarita il gruppo ha ottenuto tre medaglie d'argento, sia nella competizione generale che nelle finali di dieci fiori e tre corde e due palloni. Successivamente, Bárbara parteciperà alla sua prima competizione ufficiale, il Campionato Europeo di Ginevra. In esso, l'ensemble ha ottenuto il settimo posto nella competizione generale e in dieci fiori, e ottava in tre corde e due palle. L'ensemble è stato composto quell'anno da Bárbara, Sonia Abejón, Belén Aguado, Blanca Castroviejo, Marta Linares e Aida Otero. Nel luglio 2002, ha giocato il campionato del mondo a New Orleans, dove la squadra è arrivata nona nella competizione generale e settima nella finale con cinque nastri. L'ensemble per i concorsi è stato composto quell'anno da Bárbara, Sonia Abejón, Belén Aguado, Blanca Castroviejo, Marta Linares e Isabel Pagán.
Nel febbraio 2003, la squadra ha vinto le tre medaglie d'oro giocate al torneo internazionale di Madera. Nel Sant Petersburg Pearls Trophy ha ottenuto tre bronzi. Successivamente, nella triangolare internazionale di Torrevieja, ha ottenuto l'argento nel concorso generale. Nell'aprile 2003 la squadra spagnola ha partecipato al Campionato Europeo di Riesa, dove si è classificata sesta nella gara generale, settima in tre cerchi e due palloni e ottava in cinque nastri. Questa è stata la prima competizione ufficiale in cui Bárbara ha gareggiato con sua sorella Lara González. A settembre ha giocato il Campionato del Mondo a Budapest, ottenendo nuovamente il 6º posto nella gara generale, ottenendo così il pass per le Olimpiadi di Atene 2004. Hanno anche ottenuto il settimo posto con tre cerchi e 2 palline e il 6° con 5 nastri. Il gruppo era composto all'inizio dell'anno da Bárbara, Sonia Abejón, Blanca Castroviejo, Lara González, Isabel Pagán e Nuria Velasco, anche se Blanca Castroviejo si ritirò a maggio, tornando alla proprietà Marta Linares. Ha continuato a combinare la formazione con gli studi, completando quest'anno la selettività.
Nel febbraio 2004, al torneo internazionale di Madera, l'ensemble ha vinto tre medaglie d'argento. Ai giochi preolimpici di Atene, svoltisi a marzo, si è piazzato 6° nella gara generale. Nell'aprile 2004, il gruppo ha giocato il Volga Magical International Tournament a Nižnij Novgorod, un evento di Coppa del Mondo di ginnastica ritmica, dove si è piazzato 4° nella competizione generale, quinta in tre cerchi e due palle e quarta in cinque nastri. A maggio, all'evento di Coppa del Mondo svoltosi a Duisburg, si è piazzata al quarto posto sia nella finale a tutto tondo che in quella di attrezzo, oltre che in quella a tutto tondo all'evento di Varnanel mese di luglio. Ad agosto si sono svolti i Giochi Olimpici di Atene, la prima partecipazione olimpica di Barbara. La squadra spagnola ha ottenuto il pass per la finale dopo aver ottenuto l'ottavo posto nelle qualificazioni. Infine, il 28 agosto, ha ottenuto il settimo posto in finale, per la quale ha conseguito il diploma olimpico. L'ensemble dei giochi era composto da Bárbara, Sonia Abejón, Marta Linares, Isabel Pagán, Carolina Rodríguez e Nuria Velasco. Nonostante facessero parte, come sostitute, della nazionale quell'anno, Lara González e Ana María Pelazsono stati esclusi dalla convocazione dei Giochi, quindi il loro ruolo si è limitato a incoraggiare i compagni di squadra dalle tribune del padiglione ateniese.

##### 2005-2008: ciclo olimpico di Pechino 2008
Per il 2005 il nuovo allenatore della nazionale è stata Anna Baranova, e da allora è anche allenatrice della squadra insieme a Sara Bayón. Ai Campionati Mondiali di Baku, l'ensemble si è piazzata settima nell'all-around e sesta in tre cerchi e quattro fiori. L'ensemble è stato formato quell'anno da Bárbara, Lara González, Marta Linares, Isabel Pagán, Ana María Pelaz e Nuria Velasco.
Per il 2006, è stata la ginnasta titolare nell'esercizio a cinque nastri, mentre Violeta González si è esibita al suo posto nell'esercizio a 3 cerchi e 4 mazze. All'inizio di marzo 2006, la squadra spagnola ha vinto tre medaglie d'argento al torneo internazionale di Madera. A settembre, all'evento di Coppa del Mondo svoltosi a Portimão, il gruppo ha ottenuto il bronzo in cinque nastri e l'argento in tre cerchi e quattro fiori, oltre al quinto posto nella gara generale. Quello stesso mese, agli Europei di Mosca, si è piazzata quinta nella gara generale e al quinto posto nella finale a cinque nastri. A novembre la squadra spagnola ha partecipato alla finale di Coppa del Mondo a Mie, dove ha ottenuto il quinto posto in cinque nastri e l'ottavo in tre cerchi e quattro fiori. Il gruppo era praticamente lo stesso dell'anno precedente, ma con Violeta González al posto di Marta Linares.
Nell'aprile 2007, all'evento della Coppa del Mondo tenutosi a Portimão, il gruppo si è piazzata quinta nella competizione generale e sesta sia nella finale a cinque corde che nella finale a tre cerchi e quattro fiori. A maggio ha ottenuto la medaglia d'argento sia nella competizione generale che nella finale di tre cerchi e quattro club della manifestazione di Coppa del Mondo svoltasi a Nizhni Novgorod, oltre al quarto posto in cinque corde. Nel settembre dello stesso anno si svolsero i Mondiali di Patrasso. Il gruppo ha ottenuto il quinto posto nella gara generale, che gli ha dato la qualificazione per i giochi olimpici di Pechino 2008. Hanno anche ottenuto il sesto posto sia in cinque corde che in tre cerchi e quattro fiori. A dicembre hanno disputato la Pre-olimpica di Pechino, ottenendo l'ottavo posto nella competizione generale. Il gruppo di partenza sarebbe stato composto quell'anno da Bárbara, Lara González, Isabel Pagán, Ana María Pelaz, Verónica Ruiz e Bet Salom. Alla fine dell'anno, insieme alla sorella Lara González, è stata insignita del premio come atleta femminile più eccezionale ai Navarra Sports Awards 2007, anche se non hanno potuto partecipare a causa della loro trasferta al torneo di Pechino.
A questo punto, oltre ai titolari, nella concentrazione preparatoria per i Giochi c'erano altre ginnaste poi sostitute come Sandra Aguilar, Cristina Dassaeva, Sara Garvín, Violeta González e Lidia Redondo. Nel giugno 2008 si è svolto il campionato europeo di Torino, dove il gruppo ha ottenuto il sesto posto nella competizione generale e il quarto posto sia a cinque corde che a tre cerchi e quattro fiori. Nell'agosto dello stesso anno ha partecipato alle Olimpiadi di Pechino 2008, in cui ha servito come capitano della squadra. Sarebbero i suoi secondi giochi Olimpici. La squadra è riuscita ad ottenere solo l'11ª posizione nella fase di qualificazione, dopo aver commesso diversi errori nel secondo esercizio, quello con tre cerchi e quattro fiori. Ciò ha impedito alla squadra di accedere alla finale olimpica.  Nell'ottobre dello stesso anno conquisterà due medaglie d'argento nella finale di Coppa del Mondo giocata a Benidorm, sia nella gara a cinque corde che in quella a tre cerchi ea quattro fiori. Il gruppo era composto dalle stesse ginnaste che andavano a Pechino: Bárbara, Lara González, Isabel Pagán, Ana María Pelaz, Verónica Ruiz e Bet Salom. La finale di Coppa del Mondo sarebbe stata la sua ultima competizione con la squadra spagnola, ritirandosi dopo questo campionato insieme a sua sorella Lara González e Isabel Pagán.

### Ritiro dalla ginnastica

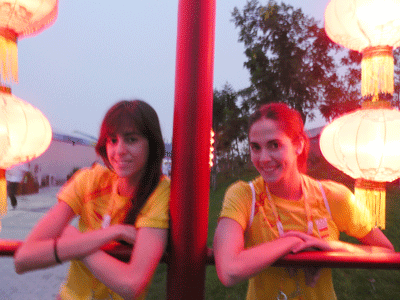
Bárbara (a destra) con la sorella Lara (a sinistra) alle Olimpiadi di Pechino 2008.

Dopo il pensionamento, si è laureata in fisioterapia, carriera che ha studiato con la sorella presso il Campus Rey Juan Carlos University di Alcorcón, e dal 2011 ha lavorato come fisioterapista in Trainido, azienda virtuale di personal trainer fondata, tra gli altri, da l'ex ginnasta Jesús Carballo Martínez. Ha anche praticato ginnastica estetica per un certo periodo con la sorella Lara González e altre ex ginnaste nazionali come Sonia Abejón, Nuria Artigues, Rebeca García, Sara Garvín, Marta Linares, Isabel Pagán e Scommetti Salom.
Alla fine del 2011 inizia a lavorare come modella a Madrid, sfaccettatura che aveva già sviluppato durante il suo periodo come ginnasta per marchi come Señoretta insieme alla sorella Lara. Nel maggio 2012 è stata raccattapalle al Madrid Masters, e a giugno è stata una pit babe al Gran Premio d'Europa di Formula 1 a Valencia, essendo la portabandiera di Fernando Alonso. Nell'ottobre 2012, dopo un processo di selezione durato diversi mesi a cui hanno partecipato 3500 candidati provenienti da 23 diversi paesi, è stata scelta la ragazza Martini. Il casting era iniziato a giugno, con galà che si sarebbero tenuti a Madrid, Bilbao e Barcellona nel caso della Spagna, in modo che in seguito i 28 finalisti mondiali si sarebbero incontrati a Ibiza, da cui sono stati selezionati sette candidati che si sono recati a Milano, dove si è finalmente trovata Bárbara scelto. In questo modo sarebbe diventata la prima spagnola a interpretare quel ruolo. Grazie a questa nomina, per tutto il 2013 è stato incaricato di essere l'immagine del marchio Martini, che ha festeggiato il suo 150º anniversario, in tutti i suoi eventi e campagne internazionali, oltre a ricevere 150 000 euro tra gli altri premi. Inoltre, è stata una delle protagoniste della campagna Live with fire di Reebok nel 2013, e nel maggio 2016 è apparsa in uno spot televisivo per Toyota Yaris. 2016 è stato annunciato che Bárbara avrebbe ospitato temporaneamente il programma Antena 3 La roulette della fortuna con Jorge Fernández, dopo che la solita hostess, Laura Moure, ha subito una distorsione. Nel 2018 è stata l'immagine della ditta di bigiotteria Ciclón o del marchio di accessori Encuire. Frequenta anche lezioni di recitazione e inglese a Londra, dove attualmente vive a cavallo con la Spagna. Nel 2020 ha preso parte al cast della serie ByAnaMilán. Nel 2021 ha recitato nella serie La que se avecina. Nello stesso anno ha ricoperto il ruolo di Inés Acevedo nella soap opera Un altro domani (Dos vidas).

## Palmarès

### Selezione spagnola
| 2001 - Trofeo S.M. Margarita in Bulgaria Argento in concorso generale Argento in 10 fiori Argento su 3 corde e 2 palline - Campionato Europeo di Ginevra 7º nella competizione generale 7º posto in 10 squadre 8º posto in 3 corde e 2 palloni 2002 - Trofeo di San Pietroburgo Argento in concorso generale Risultato finale sconosciuto - Campionato mondiale di New Orleans 9º posto nella competizione generale 7º posto in 5 nastri 2003 - Torneo internazionale di Madera Oro nella competizione assoluta Oro in 5 nastri Oro in 3 cerchi e 2 palline - Trofeo di San Pietroburgo Bronzo nella gara generale Bronzo in 5 nastri Bronzo in 3 cerchi e 2 palline - Triangolare internazionale di Torrevieja Argento in concorso generale - Torneo internazionale di Thiais 7º posto nella competizione generale 7º posto in 5 nastri - Campionato Europeo di Riesa 6º posto nella competizione generale 8º posto in 5 nastri 7º posto in 3 cerchi e 2 palline - Gran Premio di Sofia 4º posto nella competizione generale Argento in 5 nastri Bronzo in 3 cerchi e 2 palline - Campionato del mondo di Budapest 6º posto nella competizione generale 6º posto su 5 nastri 7º posto in 3 cerchi e 2 palline 2004 - Torneo internazionale di Madera Argento in concorso generale Argento in 5 nastri Argento in 3 cerchi e 2 palline - Qualificazioni olimpiche di Atene 6º posto nella competizione generale - Volga Magical International Tournament / Trial of the World Cup a Nižnij Novgorod 4º posto nella competizione generale 4º posto in 5 nastri 5º posto in 3 cerchi e 2 palline - Prova aperta / Coppa del mondo di ginnastica ritmica tedesca a Duisburg 4º posto nella competizione generale 4º posto in 5 nastri 4º posto in 3 cerchi e 2 palline - Prova di Coppa del Mondo a Varna 4º posto nella competizione generale - Olimpiadi di Atene 2004 8º posto in qualifica 7º posto in finale e diploma olimpico 2005 - AGF Cup / Test di Coppa del Mondo a Baku 4º posto in 5 nastri Bronzo in 3 cerchi e 4 fiori - Grand Prix di Deventer / Alfred Vogel Cup 5º posto nella competizione generale 4º posto in 5 nastri 5º posto in 3 cerchi e 4 fiori - Gran Premio di Berlino / Maestri di Berlino Bronzo in gara generale Bronzo in 5 nastri Bronzo in 3 cerchi e 4 fiori | 2005 - Ginnastica ritmica Henkel / Test di Coppa del Mondo a Düsseldorf 4º posto nella competizione generale 5º posto in 5 nastri 4º posto in 3 cerchi e 4 fiori - Campionato mondiale di Baku 7º posto nella competizione generale 6º posto in 3 cerchi e 4 fiori 2006 - Torneo internazionale di Madera Argento in concorso generale Argento in 5 nastri Argento in 3 cerchi e 4 fiori - Gran Premio di Thiais 5º posto nella competizione generale Risultato finale sconosciuto - Prova di Coppa del Mondo a Genova 6º posto nella competizione generale 10º posto su 5 nastri 9º posto in 3 cerchi e 4 fiori - Test della Coppa del Mondo a Portimão 5º posto nella competizione generale Bronzo in 5 nastri Argento in 3 cerchi e 4 fiori - Campionato Europeo di Mosca 5º posto nella competizione generale 5º posto in 5 nastri - Finale di Coppa del Mondo a Mie 5º posto in 5 nastri 8º posto in 3 cerchi e 4 fiori 2007 - Test della Coppa del Mondo a Portimão 5º posto nella competizione generale 6º posto in 5 corde 6º posto in 3 cerchi e 4 fiori - Test della Coppa del Mondo a Nižnij Novgorod Argento in concorso generale 4º posto in 5 corde Argento in 3 cerchi e 4 fiori - Prova di Coppa del Mondo a Genova 6º posto nella competizione generale 5º posto in 5 corde 5º posto in 3 cerchi e 4 fiori - Campionato mondiale di Patrasso 5º posto nella competizione generale 6º posto in 5 corde 6º posto in 3 cerchi e 4 fiori - Qualificazioni olimpiche di Pechino 8º puesto en concurso general 2008 - Test della Coppa del Mondo a Portimão 6º posto nella competizione generale 7º posto in 5 corde 6º posto in 3 cerchi e 4 fiori - Gran Premio di Marbella / Coppa del Gruppo dell'Andalusia Oro su 5 corde - Test della Coppa del Mondo a Minsk 5º posto nella competizione generale 5º posto in 5 corde 5º posto in 3 cerchi e 4 fiori - Campionato Europeo di Torino 6º posto nella competizione generale 4º posto in 5 corde 4º posto in 3 cerchi e 4 fiori - Olimpiadi di Pechino 2008 11º posto in qualifica - Finale di Coppa del Mondo a Benidorm Argento su 5 corde Argento in 3 cerchi e 4 fiori |

## Galleria fotografica

### Allenamento della nazionale nel dicembre 2003

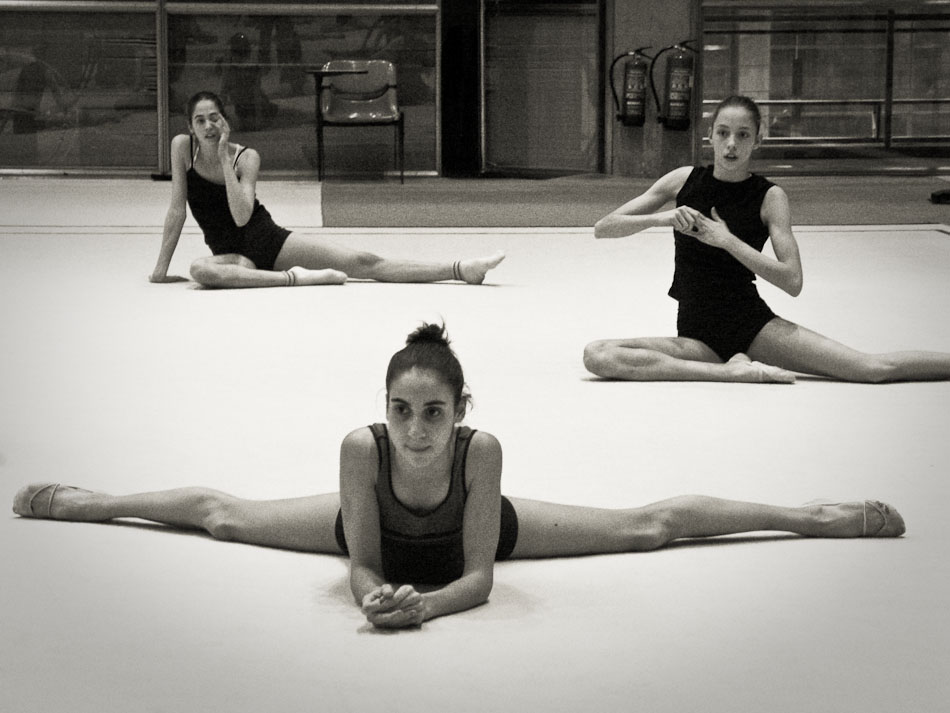
Bárbara Oteiza (sullo sfondo a sinistra) insieme ad Ana María Pelaz e Nuria Velasco (in primo piano) durante una sessione di allenamento al CAR di Madrid nel 2003.
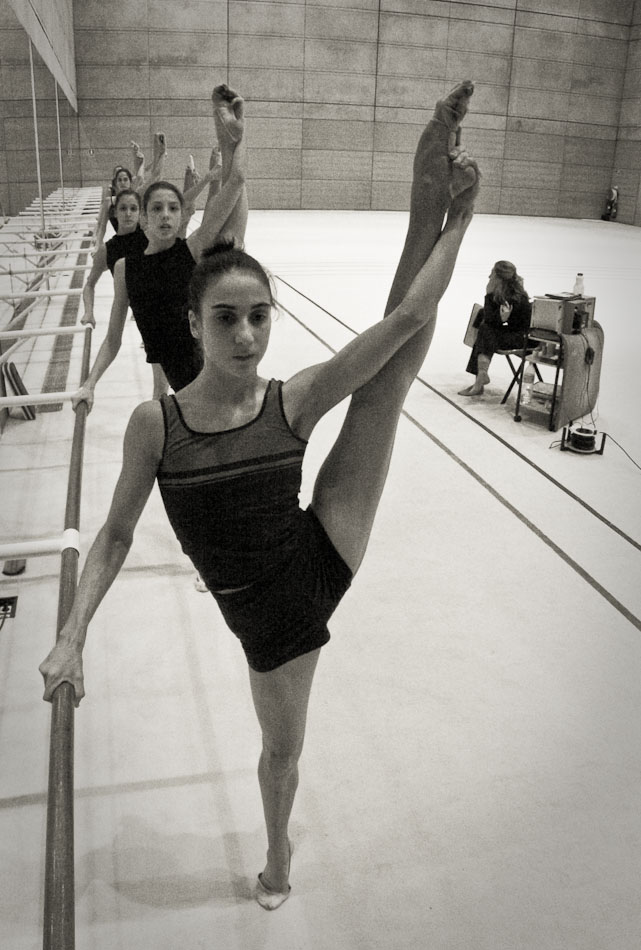
Bárbara Oteiza (quarta) insieme ad altri membri dell'ensemble nazionale esegue uno spagat diviso o laterale alla sbarra del balletto.
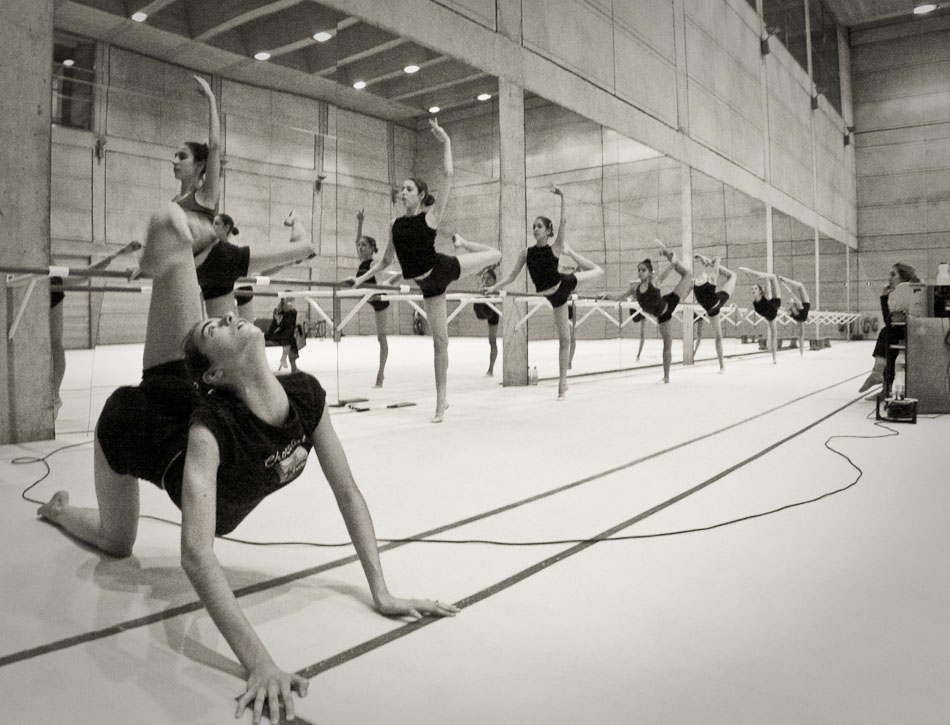
Vari membri della squadra nazionale in equilibrio in una posizione di atteggiamento.
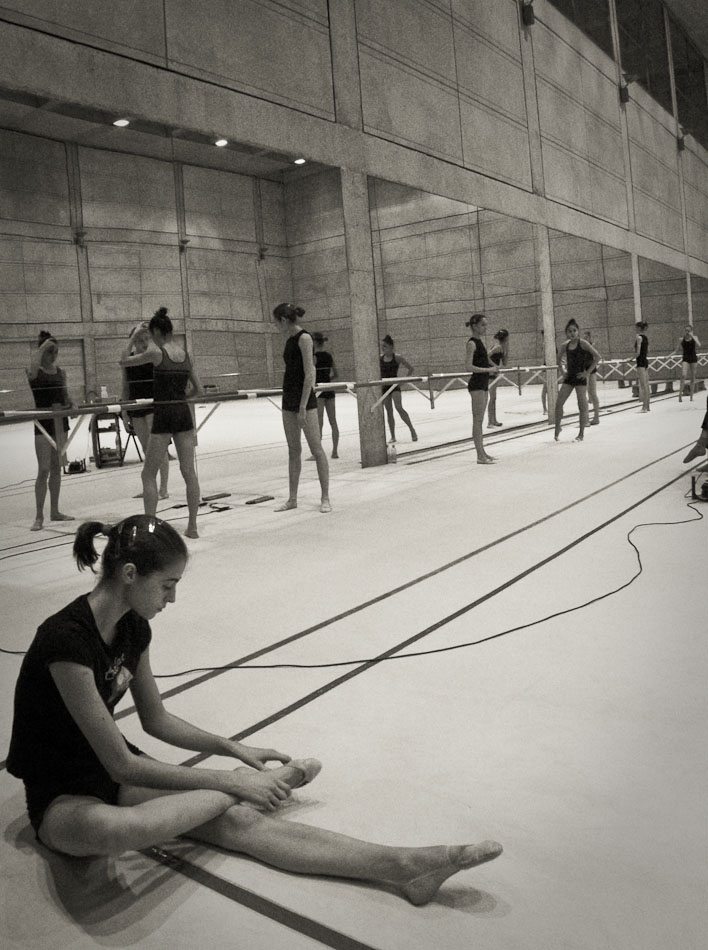
I membri della nazionale durante una pausa.
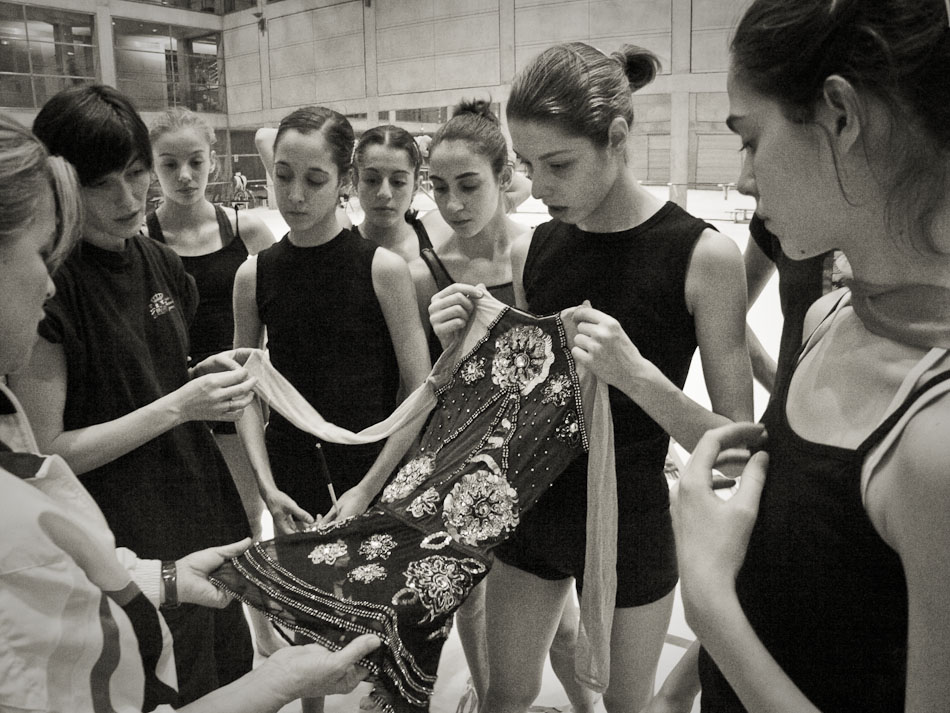
Bárbara Oteiza (a destra, in primo piano) osserva una maglia con il resto del gruppo e le allenatrici Rosa Menor e Noelia Fernández.

## Filmografia

### Televisione
- Centro médico – serie TV, 1 episodio (2016)
- ByAnaMilán – serie TV, episodio Cuando perdí ese lunar (2020)
- La que se avecina – serie TV (2021)
- Un altro domani (Dos vidas) – soap opera, 210 episodi (2021)

### Cortometraggi
- Perdido, regia di Victoria Álvarez di Mattia (2017)
- Fobias, regia di Noelia Carrión (2017)
- Reset, regia di Rodrigo Sánchez Elvira (2017)
- Salvar el futuro, regia di Alejandro Ibáñez Suárez (2018)
- La vida en un instante, regia di Alejandro Ibañez (2018)
- Alquilovers, regia di Aldo García (2019)
- Como si estuvieras muerto, regia di Jimena Valero (2019)
- Coffee Stories, regia di Andrés Sánchez Belzunces (2019)

## Teatro
- Idomeneo Re Di Creta, diretto da Ivor Bolton (2019)
- Sala roja, diretto da Pedro Freijeiro (2019)

## Programmi

### Televisivi
- Escuela del deporte (La 2, 2002)
- El sueño olímpico. ADO 2004 (La 2, 2004)
- Olímpicos. ADO 2008 (La 2, 2007)
- La ruleta de la suerte (Antena 3, 2016, 2020)

### Radio
- Yu: no te pierdas nada (Los 40, 2012)

## Pubblicità
- Modella insieme alla sorella Lara nel catalogo autunno inverno del brand Sister de Señoretta (2008)
- Campagna La otra cara de la medalla per il programma ADO, composta da un servizio fotografico e uno spot televisivo di Jaume de Laiguana (2008)
- Campagna Mi mundo per la promozione di Diario de Navarra (2010)
- Chiamata Chica Martini, per la quale è diventata l'immagine di Martini nel corso dell'anno 2013 (2012-2013)
- Immagine dalla campagna Live with fire di Reebok (2013)
- Spot televisivo Toyota Yaris (2016)
- Modella per la collezione primavera estate 2018 del brand di gioielli Ciclón (2018)
- Modella per la collezione Le Marais del marchio di accessori Encuire (2018)
- Pubblicità televisiva Schweppes Agrumi (2020)
- Pubblicità televisiva Aspirina C (2022-2023)

## Doppiatrici italiane
Nelle versioni in italiano dei suoi film e delle sue serie TV, Bárbara Oteiza è stata doppiata da:
- Emanuela Damasio[11] in Un altro domani[12]

## Riconoscimenti
- Menzione d'Onore per Navarran Sport (2004)
- Premio sportivo del governo per la Miglior atleta della Navarra (2007)